# Quốc lộ 53
Quốc lộ 53 dài 168 km, nối liền 2 tỉnh Vĩnh Long và Trà Vinh, với điểm xuất phát tại ngã ba giao nối Quốc lộ 1 thuộc phường 9, thành phố Vĩnh Long, đi qua thành phố Trà Vinh, đến huyện Duyên Hải rồi vòng ngược lại huyện Trà Cú để tận cùng tại giao nối với quốc lộ 54 tại xã Tập Sơn.
Trước đây quốc lộ 53 được tính từ ngã ba bến xe mới (giao với đường Đinh Tiên Hoàng (quốc lộ 1A)), phường 8, thành phố Vĩnh Long; đoạn qua thành phố Vĩnh Long có tên là đường Phó Cơ Điều. Quốc lộ 53 nối dài gồm đoạn từ điểm giao với đường Đinh Tiên Hoàng (quốc lộ 1A) đến nhánh rẽ ra phường 9 còn có tên gọi là đường Lộ Mới; từ đầu nhánh rẽ đến điểm giao ra đường Phạm Hùng (quốc lộ 1A) có tên gọi là đường Lộ Bờ Gòn. Đoạn qua Thành phố Trà Vinh gồm hai đoạn, đoạn đầu là đường Võ Nguyên Giáp tính từ tượng đài chiến thắng đến ngã tư giao với đường Nguyễn Đáng, đoạn thứ hai là đường Nguyễn Đáng và đường Nguyễn Thiện Thành tính từ ngã tư giao với đường Nguyễn Thị Minh Khai, Võ Nguyên Giáp đến ngã ba cây dầu lớn.
Đường nối quốc lộ 53 từ Long Vĩnh, huyện Duyên Hải đến Tập Sơn, Trà Cú, Trà Vinh là các đường 913 và 914.
Đoạn trong địa phận tỉnh Vĩnh Long dài khoảng 40 km, đi qua các huyện thị:
- Thành phố Vĩnh Long
- Huyện Long Hồ
- Huyện Mang Thít
- Huyện Tam Bình
- Huyện Vũng Liêm

Đoạn thuộc địa phận tỉnh Trà Vinh dài 126 km, đi qua các huyện thị:
- Huyện Càng Long
- Huyện Châu Thành
- Thành phố Trà Vinh
- Huyện Cầu Ngang
- Thị xã Duyên Hải
- Huyện Duyên Hải
- Huyện Trà Cú

Quốc lộ 53 cắt một số tuyến đường như:
- Quốc lộ 57 tại TP.Vĩnh Long
- Quốc lộ 60 và 54 tại TP.Trà Vinh

Độ dài một số tuyến trên quốc lộ 53:
- Thành phố Vĩnh Long - thành phố Trà Vinh: 64 km
- Thành phố Vĩnh Long - Long Toàn: 114 km
- Thành phố Vĩnh Long - Long Vĩnh: 139 km

Hiện nay, tuyến Quốc lộ 53 đoạn đi qua tỉnh Trà Vinh đang được nâng cấp và mở rộng với quy mô 6 làn xe.

## Quốc lộ 53B
Quốc lộ 53B được thành lập theo Quyết định số 326/QĐ-BGTVT ngày 03/02/2018 của Bộ Giao thông Vận tải về việc chuyển các tuyến đường Tỉnh 913 và đường Huyện 24.
Quốc lộ 53B từ Phường 2, thị xã Duyên Hải đến thị trấn Long Thành, huyện Duyên Hải thuộc địa phận tỉnh Trà Vinh, dài 38,2 km.